# Mustafa Karim
Mustafa Karim (en árabe: مصطفى كريم عبدالله‎; Bagdad, Irak, 21 de julio de 1987) es un exfutbolista de Irak que jugaba en la posición de delantero centro.

## Carrera

### Club
| Periodo   | Club                    |
| --------- | ----------------------- |
| 2002-2003 | Al-Talaba SC            |
| 2003-2005 | Al-Kahraba              |
| 2005–2006 | Al-Shorta SC            |
| 2006–2007 | Erbil SC                |
| 2007–2009 | Ismaily SC              |
| 2009–2010 | Sharjah FC              |
| 2010      | Al-Sailiya SC           |
| 2010–2011 | Baniyas SC              |
| 2011–2012 | Al-Ittihad Al-Iskandary |
| 2012      | Erbil SC                |
| 2012–2013 | Al-Quwa Al-Jawiya       |
| 2013–2014 | Al-Shorta SC            |
| 2014–2015 | Al-Quwa Al-Jawiya       |
| 2015      | Muharraq Club           |
| 2015–2017 | Naft Al-Wasat SC        |
| 2017      | Al-Zawraa               |
| 2017-2018 | Al-Talaba SC            |
| 2018-2019 | Al-Minaa SC             |
| 2019-2020 | Amanat Baghdad          |
| 2020-2021 | Al-Sinaat Al-Kahrabaiya |
| 2021      | Al-Talaba SC            |

### Selección nacional
Jugó para Irak en 48 ocasiones de 2008 a 2015 y anotó siete goles; ganó la Copa Mundial Militar de 2013 y participó en la Copa Asiática 2011 y en los Juegos Asiáticos de 2006.

## Logros

### Club
- Liga Premier de Irak (1): 2006-07
- Copa de Irak (1): 2016-17

### Selección nacional
- Copa Mundial Militar (1): 2013

### Individual
- Goleador de la Liga Premier de Irak de 2004-05
- Mejor Extranjero de la Liga Premier de Egipto en 2006-07
- Goleador de la Copa de Irak de 2016-17

## Estadísticas

### Goles con selección nacional
| #  | Fecha     | Sede                                              | Rival     | Marcador | Resultado | Torneo                                               |
| -- | --------- | ------------------------------------------------- | --------- | -------- | --------- | ---------------------------------------------------- |
| 1. | 29-9-2010 | King Abdullah Stadium, Amán                       | Palestina | 1–0      | 3-0       | Campeonato de la WAFF 2010                           |
| 2. | 29-9-2010 | King Abdullah Stadium, Amán                       | Palestina | 2–0      | 3-0       | Campeonato de la WAFF 2010                           |
| 3. | 1-10-2010 | King Abdullah Stadium, Amán                       | Irán      | 1–1      | 1-2       | Campeonato de la WAFF 2010                           |
| 4. | 16-7-2011 | Amman International Stadium, Amán                 | Jordania  | 1–1      | 1-1       | Amistoso                                             |
| 5. | 29-2-2012 | Grand Hamad Stadium, Doha                         | Singapur  | 5–1      | 7-1       | Clasificación para la Copa Mundial de Fútbol de 2014 |
| 6. | 24-6-2012 | Prince Abdullah Al-Faisal Stadium, Arabia Saudita | Líbano    | 1–0      | 1-0       | Copa de Naciones Árabe 2012                          |
| 7. | 3-7-2012  | Prince Abdullah Al-Faisal Stadium, Arabia Saudita | Marruecos | 1–2      | 1-2       | Copa de Naciones Árabe 2012                          |